# Mert Günok
Mert Günok, né le 1er mars 1989 à Karabük en Turquie, est un footballeur international turc qui évolue au poste de gardien de but au Beşiktaş JK.

## Biographie

### En club
Il débute dans l'équipe junior au Fenerbahçe. Il monte en première équipe du Fenerbahçe durant la saison 2007-2008. Il joue 35 matchs en tant que moins de 19 ans, moins de 18 ans, moins de 17 ans et moins de 16 ans. Quand Serdar Kulbilge quitte Fenerbahçe, il devient le troisième gardien du club.
Il connaît sa première sélection nationale le 24 mai 2012 en remplaçant Cenk Gönen à la 62e minute lors d'un match amical contre la Géorgie.
Lors de la saison 2013-2014 il arrête deux penalties de suite, un lors de la première journée contre Torku Konyaspor, et en seconde journée contre Eskisehirspor.
Il est devenu le gardien numéro 2 du Fenerbahçe.

### En équipe nationale
En juin 2021, Günok est retenu dans la liste des 26 joueurs turcs pour disputer l'Euro 2020. 
Le 7 juin 2024, il figure dans la liste définitive des 26 joueurs sélectionnés par Vincenzo Montella pour disputer  l'Euro 2024. 
Le 2 juillet 2024 il réalise l'un des meilleurs arrêts du tournoi à la 94e minute face à l'Autriche et envoie la Turquie en quart de finale de l'Euro 2024.

## Palmarès
Fenerbahçe SK
- Champion de Turquie en 2011 et 2014
- Vainqueur de la Coupe de Turquie en 2012 et 2013
- Vainqueur de la Supercoupe de Turquie en 2009 et 2014

İstanbul Başakşehir FK
- Champion de Turquie en 2020

Beşiktaş JK
- Vainqueur de la Coupe de Turquie en 2024
- Vainqueur de la Supercoupe de Turquie en 2021